# دوراندو بيتري
دوراندو بيتري (بالإيطالية: Dorando Pietri)‏ وُلد في كوريجيو (إيطاليا) في 16 أكتوبر 1885 وتوفي في سانريمو (إيطاليا) في 7 فبراير 1942، وكان لاعب قوى إيطالي اشتهر خلال خاتمة ماراثون دورة الألعاب الأولمبية الصيفية لعام 1908 في لندن.

## سيرة شخصية
في 24 يوليو 1908 أقيمت المباراة النهائية الماراثونية لألعاب لندن. على بعد ستة كيلومترات من النهاية، استسلم تشارلز هيفيرون الجنوب أفريقي، ليدخل دوراندو بيتري الملعب بمفرده في المقدمة. لكنه، كان مرهقًا بسبب المجهود المصحوب بالحرارة، مما جعله يفقد الاتجاه عدة مرات، كما أنه انهار خمس مرات. قام مسؤولو جانب المضمار بمحاولة التخفيف عنه، ومن بينهم السير آرثر كونان دويل. ليتمكن لاحقًا من تجاوز الخط أخيرًا. لكن الأمريكيين قدموا شكوى ضده كونه غير مؤهل بسبب المساعدة التي قُدمت له. فتم اعلان فوز الأمريكي جون هايز بسبب هذا الطعن. ومع ذلك، كتعويض عن الميدالية المفقودة، أعطته الملكة ألكسندرا كأسًا فضيًا مذهباً. وبعد عودته إلى إيطاليا، خسر ثروته بسبب والده.

## الجوائز

### ماراثون
- 1906 : ذهبة - ماراثوت روما - 2:42.01
- 1906 : فضية - ماراثون باريس - 2:42.00
- 1906 : لم يُنهي السباق
- 1908 : ذهبية - ماراثون كاربي - 2:38.00
- 1908 : لم يتأهل - ماراثون الألعاب الأولمبية الصيفية 1908
- 1908 : لم يُنهي السباق - ماراثون ماديسون سكوير جاردن
- 1909 : ذهبية - ماراثون سانت-لويز - 2:44.33
- 1909 : ذهبية - ماراثون ديكستر بارك بافيليون - 2:56.01
- 1909 : ذهبية - ماراثون فلوريدا - 2:59.30
- 1909 : ذهبية - ماراثون ماديسون سكوير جاردن - 2:48.08
- 1909 : فضية - ماراثون مدينة نيويورك - 2:45.37
- 1909 : السادس - ماراثون مدينة نيويورك - 2:58.19
- 1910 : ذهبية - ماراثون سان فرانسيسكو - 2:41.35
- 1910 : ذهبية - ماراثون الألعاب القارية - 2:38.49

## روابط خارجية
- دوراندو بيتري على موقع الاتحاد الدولي لألعاب القوى (الإنجليزية)
- دوراندو بيتري على موقع الاتحاد الإيطالي لألعاب القوى (الإيطالية)
- دوراندو بيتري على موقع اللجنة الأولمبية الدولية (الإنجليزية)
- دوراندو بيتري على موقع أوليمبيديا (الإنجليزية)

- | ضبط استنادي | ضبط استنادي                                                                                                                                                 |
| ----------- | --- |
| دولية       | - الاسم المعياري الدولي (ISNI) - ملف الضبط الاستنادي الافتراضي الدَّولي (VIAF) - المُعرِّف مُتعدِّد الأوجه (FAST) - مركز المكتبة الرقمية على الإنترنت (WC Entities) |
| وطنية       | - الملف الاستنادي المتكامِل (GND) - مكتبة الكونغرس (LCNAF)                                                                                                   |
| تراجم       | - الاتحاد الدولي لألعاب القوى (IAAF) - قاموس تراجم الأشخاص الإيطالي (DBI)                                                                                   |
| أخرى        | - النظام الجامعي للتوثيق (IdRef) |